# Krystyna Potocka (zm. 1952)
Krystyna Potocka z domu Tyszkiewicz-Łohojska herbu Leliwa (ur. 13 lipca 1866 lub 1869 w Rydze, zm. 22 sierpnia 1952 w Moyale) – polska hrabina, działaczka dobroczynna.

## Życiorys
Urodziła się 13 lipca 1866 w Rydze lub w 1869. Wywodziła się z rodu Tyszkiewiczów herbu Leliwa, była córką hr. Jana Witolda Emanuela i Izabelli Julii Marii.
Została żoną hr. Andrzeja Kazimierza Potockiego herbu Pilawa (1861-1908), namiestnika Galicji, zamordowanego podczas pełnienia urzędu. Ich dziećmi byli: 
- Katarzyna (1890–1977), żona Leona Sapiehy,
- Maria Teresa (ur. 1891), żona Józefa Tyszkiewicza,
- Izabela (1893–1962), żona Franciszka Krasińskiego,
- Krystyna (1894–1963), żona Stanisława Siemieńskiego-Lewińskiego,
- Adam (1896–1966), właściciel Krzeszowic,
- Artur (1899–1941),
- Zofia (1902–1940), żona Władysława Jezierskiego,
- Joanna (1904–1967), żona Stanisława Potockiego[2].

Do końca życia swojego męża pełniła funkcje prezesa Rady Ogólnej Towarzystwa Dobroczynności w Krakowie i protektorki Chrześcijańskiej Ochronki Dla Małych Dzieci we Lwowie. Do 1914 nadal pozostawała na pierwszym z tych stanowisk oraz należała do grona dam opiekunek nad Kolonii Leczniczej im. św. Józefa w Rabce. Została kuratorką założonej w 1911 przez dr. Mikołaja Buzdygana Fundacji im. Andrzeja Potockiego dla dziewczęcych sierot, przebywających w ochronce w Łobzowie. Należała do Krakowskiego Towarzystwa Oświaty i Związku Towarzystw Katolickich. Krzewiła polską kulturę i sztukę. Oddała kościół św. Marcina w Krzeszowicach miejscowej parafii i dokonała sprowadzenia do tego miasta Sióstr Miłosierdzia. Podczas wojny polsko-bolszewickiej latem 1920 subskrybowała 8 mln marek pożyczki Odrodzenia, przekazała Naczelnikowi kwotę 1 mln na rzecz wojsk ochotniczych, mimo zwolnienia pałacu „Pod Baranami” w Krakowie z obowiązku pomieszczenia w nim szpitala wojskowego przekazała ten obiekt nieodpłatnie na ten cel, oddała 5% koni folwarcznych, zaś wszystkim urzędnikom i służbie zgłaszającym się ochotniczo do armii zapewniła pobory w tym czasie (i ich rodzinom) oraz posady po powrocie z wojny.
Zmarła 18 lutego lub 22 sierpnia 1952 w Moyale (Miala) w Kongo Belgijskim w Afryce.

## Upamiętnienie
Andrzej i Krystyna Potoccy byli fundatorami kościoła, klasztoru i szkoły w Trzebini-Krystynowie. W stulecie tego faktu, 23 października 1992 w miejscowym kościele św. Barbary w Trzebini przy parafii pod tym wezwaniem ustanowiono upamiętnienie.
Szkoła Podstawowa w Miękini nieopodal Krzeszowic otrzymała imię Krystyny i Andrzeja Potockich.